# Lincoln MKR
Der Lincoln MKR war ein 2007 auf der North American International Auto Show vorgestelltes Konzeptfahrzeug der Ford-Premiummarke Lincoln. Das Coupé teilte sich die Plattform mit dem Ford Mustang. Der MKR führte das heutige Design der Marke ein, was an den anderen Modellen (MKX, MKZ, MKT und MKS) zu erkennen ist. Markenzeichen ist unter anderem der „Wasserfall“-Kühlergrill.

## Zweck des MKR
Bis heute hat Ford keine Serienversion des MKR angekündigt. Das Design und Funktionen wurden jedoch für die Produktion der heutigen Modellpalette (MKX, MKZ, MKT und MKS) verwendet. Das Lincoln-C-Konzept teilt auch das Design mit dem MKR in einer kleineren kompakten Plattform. 

## Technische Daten
- Antrieb: 3,5-Liter-V-6-TwinForce-Motor mit 415 PS (309 kW)/540 nm

- Maße:
  - Länge: 4971 mm
  - Radstand: 2868 mm
  - Breite: 1915 mm
  - Höhe: 1339 mm
  - Spurweite vorne: 1618 mm
  - Spurweite hinten: 1621 mm
- Bremsen: Brembo Power 4-wheel-Scheibenbremse mit ABS und Traktionskontrolle
- Interieur:
  - Kopffreiheit vorne: 960 mm
  - Kopffreiheit hinten: 937 mm
  - Beinfreiheit vorne: 1085 mm
  - Beinfreiheit hinten: 856 mm
  - Kofferraumkapazität: 370 l